# José Antonio González
José Antonio González de Linares (nascido em 25 de fevereiro de 1946) é um ciclista espanhol que correu profissionalmente durante as décadas de 60 e 80 do século XX. Defendeu as cores da Espanha no contrarrelógio nos Jogos Olímpicos da Cidade do México 1968.